# Thập kỷ vũ trụ
Thập kỷ vũ trụ (CĐ) là một sự phân chia thời gian sống của vũ trụ. Các phần chia có thang đo logarit, với cơ số 10. Mỗi thập kỷ vũ trụ kế tiếp đại diện cho sự gia tăng gấp mười lần trong tổng độ tuổi của vũ trụ.

## Thể hiện trong log(giây trên Đecade)
Khi CĐ được đo trong bằng log(giây/Đ), CĐ 1 bắt đầu sau 10 giây và kéo dài 90 giây (cho đến 100 giây sau Time Zero). CD 100, thập kỷ vũ trụ thứ 100, kéo dài từ 10100 đến 10101 giây sau Time Zero. CD  {\displaystyle -\infty } là Time Zero.
Các kỷ nguyên CD −43.2683 là 10(− 43.2683) giây, đại diện cho thời gian Planck kể từ Vụ nổ lớn (Time Zero). Có vô số thập kỷ vũ trụ giữa Big Bang và kỷ nguyên Planck (hoặc bất kỳ thời điểm nào khác trong thời gian). Kỷ nguyên hiện tại, CĐ 17.6389, là 10(17.6389) giây, tương đương 13.799 (21) tỷ năm, kể từ Vụ nổ lớn. Đã có 60,9 thập kỷ vũ trụ giữa kỷ nguyên Planck, CĐ − 43.2683 và kỷ nguyên hiện tại,  17.6389.

## Thể hiện trong log(năm trên Đecade)
Thập kỷ vũ trụ có thể được thể hiện bằng log năm trên thập kỷ. Trong định nghĩa này, thập kỷ vũ trụ thứ 100 kéo dài từ 10100 năm đến 10101 năm sau Time Zero. Để chuyển đổi sang định dạng này, chỉ cần chia cho giây mỗi năm; hoặc theo thuật ngữ logarit, trừ 7.4991116 khỏi các giá trị được liệt kê ở trên. Do đó, khi CĐ được biểu thị bằng log (năm/Đ), thời gian Planck cũng có thể được biểu thị là 10(−43.2683 − 7.4991116) năm = 10(− 50,7674) năm.
Trong định nghĩa này, kỷ nguyên hiện tại là CĐ (17.6355 − 7.4991116), hoặc CĐ 10.1364. Như trước đây, đã có 60,9 thập kỷ vũ trụ giữa kỷ nguyên Planck và kỷ nguyên hiện tại.